# Böller (Waldgebiet)

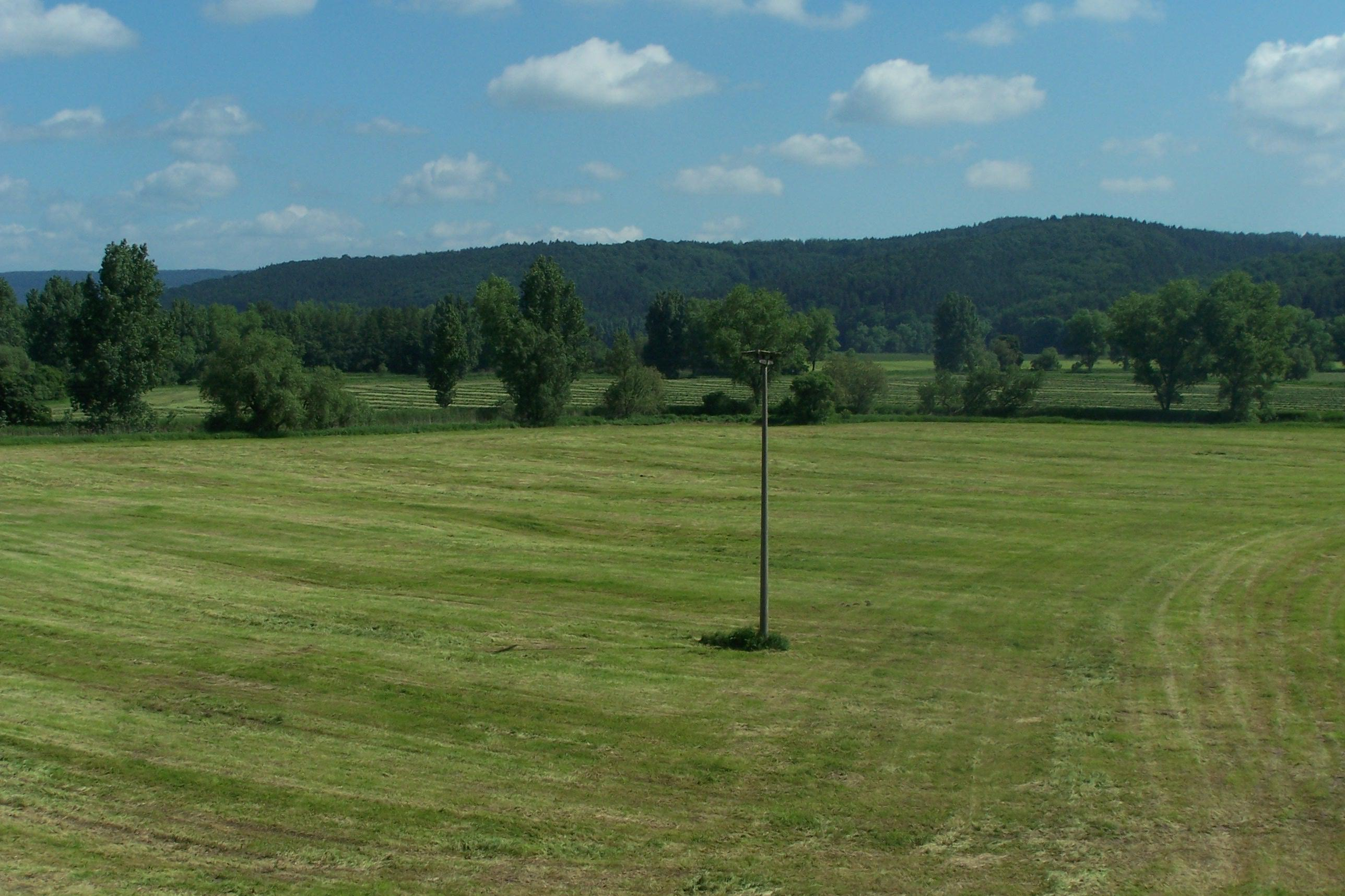
Der Böller bei Gerstungen

Der Böller ist ein etwa 10 km² großes, geschlossenes Laubwaldgebiet zwischen Gerstungen und Lauchröden im Westen des Wartburgkreises in Thüringen.

## Lage
Der Böller befindet sich zwischen den Orten Gerstungen im Südwesten, Sallmannshausen im Nordwesten, Lauchröden im Nordosten und Unterellen im Südosten. Der Wald erstreckt sich 4 km in Nord-Süd und etwa 3 km in Ost-West-Richtung. Höchste Erhebungen sind Hardt (354,4 m ü. NN) und der Böller  (321,9 m ü. NN), der Lutzberg (322 m ü. NN), die Limpertshöhe (308 m ü. NN) und der Kolmischer Berg (293,8 m ü. NN).

## Gewässer
Der Böller reicht im Westen und Norden bis unmittelbar an die Werra. Im Wald entspringen etwa zehn Quellen und kleine Bäche, die zum Teil auch für die Fischzucht genutzt werden. Die bekannteste Quelle ist der Franzosenbrunnen bei Lauchröden.

## Vegetation
Vorherrschend sind z. T. strukturreiche Waldmeister- und Waldgersten-Buchenwälder. Gemeine Esche und Eiche sind in den Wäldern zahlreich vertreten. Auf wechselfeuchten Standorten über tonigen Muschelkalk-Böden dominiert die Eiche stellenweise. Beeindruckende Altexemplare kommen am Kammweg vor.

## Wirtschaft
Der Böller wird seit Jahrhunderten von Forstwirtschaft und Jagd geprägt. Vorherrschend ist der Buchen-Altersklassenwald. Verschiedentlich wurden in den Kahlschlägen Fichten, Lärchen und Kiefern nachgepflanzt. Die angrenzenden Orte hatten das Triftrecht.
Der Böller diente in der DDR-Zeit auch als Übungsgelände für die Grenztruppen. Hierzu wurde am Südrand, unweit von Kratzeroda ein Schießplatz angelegt, der seit 1990 gesichert und stillgelegt wurde.

## Tourismus
Das Waldgebiet ist touristisch durch den Sallmannshäuser Rennsteig erschlossen, dieser quert den Böller in einer Länge von etwa 5 km in Nord-Süd-Richtung. Waldwanderungen und Radfahren sind grundsätzlich auf den Forststraßen möglich. Vom Forstort Hardt besteht ein Abzweig nach Lauchröden. Am südwestlichen Zugang befindet sich die Wanderunterkunft Erlebnisbauernhof Peter im Herdaer Ortsteil Kratzeroda. Der Böller ist von Eisenach und Gerstungen aus mit dem Bus oder mit der Regionalbahn zu erreichen.